# Servières-le-Château
Servières-le-Château – miejscowość i gmina we Francji, w regionie Nowa Akwitania, w departamencie Corrèze.
Według danych na rok 1990 gminę zamieszkiwały 772 osoby, a gęstość zaludnienia wynosiła 32 osoby/km² (wśród 747 gmin Limousin Servières-le-Château plasuje się na 171. miejscu pod względem liczby ludności, natomiast pod względem powierzchni na miejscu 263.).

## Galeria

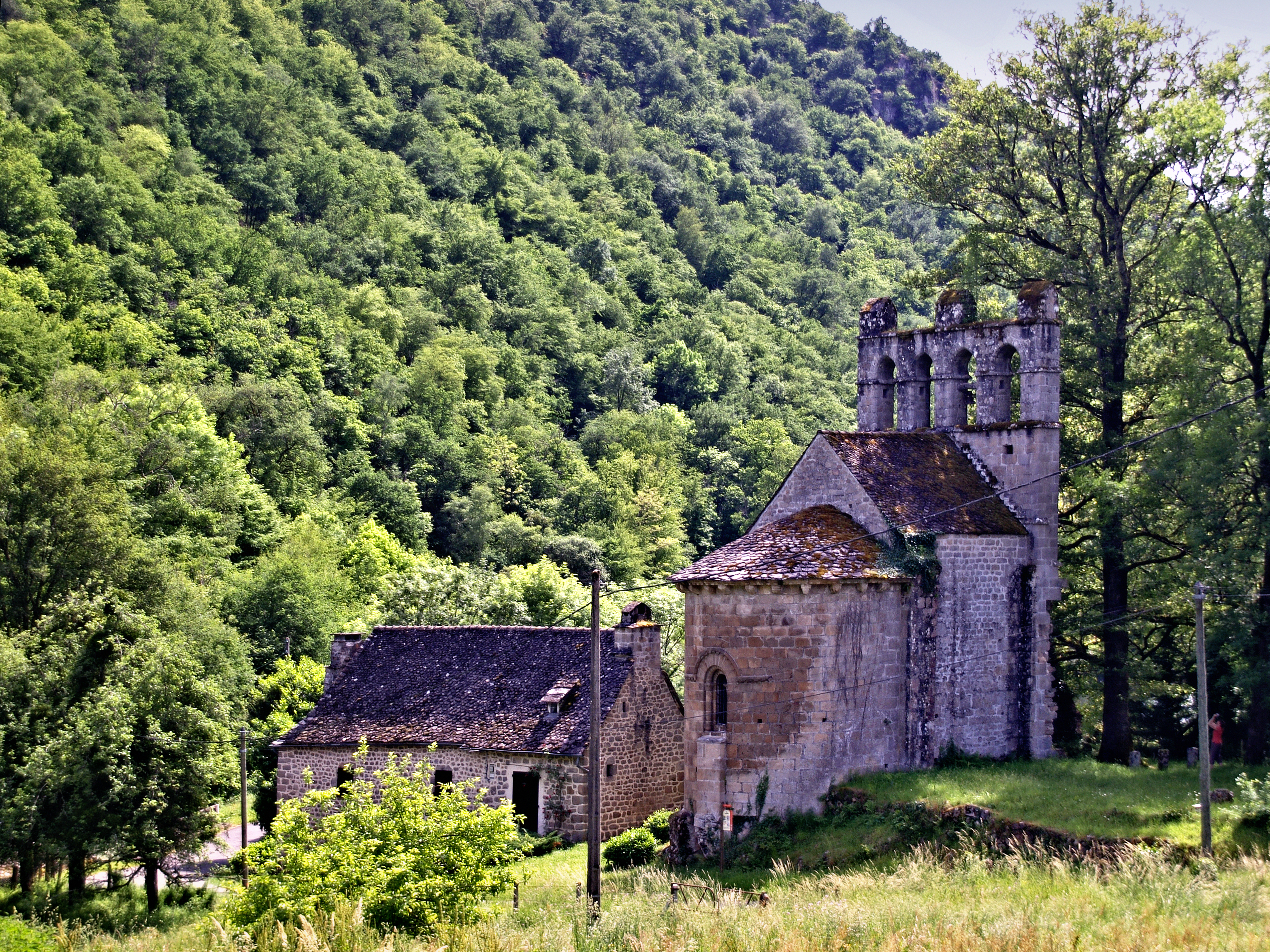
Kaplica w Glény, 2009
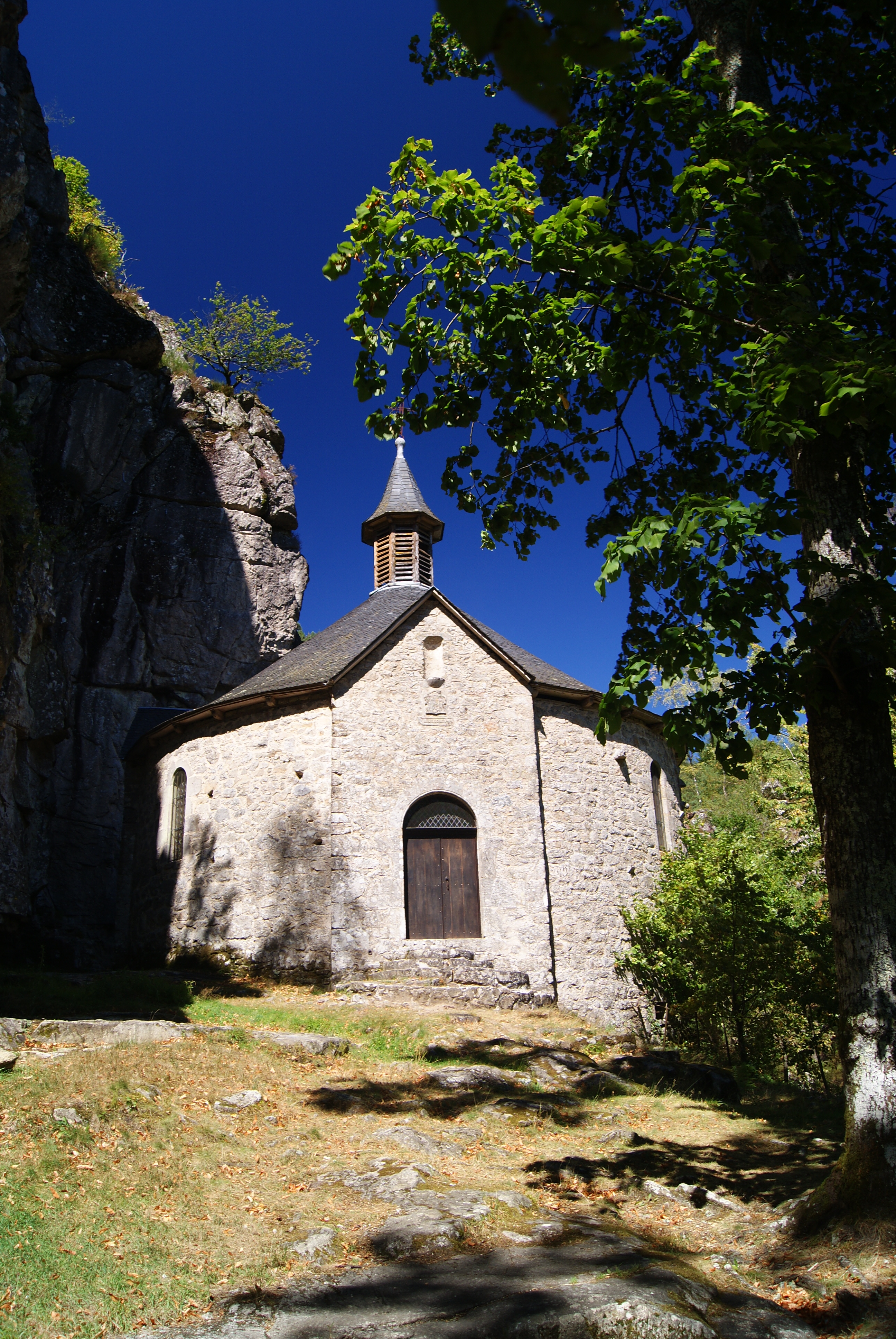
Kościół w Roc, 2010